# Lista de eclipses solares na Antiguidade
Esta é uma lista de selecionados eclipses solares da antiguidade.
| Data do eclipse            | Tempo (UTC) | Tempo (UTC) | Tempo (UTC) | Tipo  | Duração | Região                                          | Notas |
| Data do eclipse            | Inicio      | Centro      | Final       | Tipo  | Duração | Região                                          | Notas |
| -------------------------- | ----------- | ----------- | ----------- | ----- | ------- | ----------------------------------------------- | --- |
| 24 de junho de 1312 a.C    |             | 10:44       |             | Total | 04m33s  | Anatólia                                        | Eclipse do Mursili |
| 15 de Junho, 763 a.C       |             | 08:23       |             | Total | 04m59s  |                                                 | |
| 18 de maio de 603 a.C      |             |             |             | Total |         | Nordeste da África, Oriente Médio, Ásia Central | Eclipse nos mesmos saros como o 585 a.C eclipse, mas que o precede.                                                             |
| 28 de maio de 585 a.C      |             | 14:28       |             | Total | 06m05s  |                                                 | previsto pelo Tales, ocorreram durante a Batalha de Halys                                                                       |
| 17 de fevereiro de 478 a.C |             |             |             | Total |         | Grécia                                          | eclipse ocorrido antes de Xerxes primeira marcha contra a Grécia                                                                |
| 3 de agosto de 430 a.C     |             |             |             | Total |         | Grécia, Mar Mediterrâneo                        | Péricles mostra seu exército grego que o eclipse não era muito mais do que uma cobertura do sol por algo maior do que sua capa. |
| 1 de Março, 357 a.C        |             |             |             | Total |         | Jerusalém                                       | eclipse total em Jerusalém. |
| 4 de julho de 336 a.C      |             |             |             | Total |         | Jerusalém                                       | eclipse total em Jerusalém. |
| 2 de Abril de 303 a.C      |             |             |             | Total |         | Jerusalém                                       | eclipse total em Jerusalém. |
| 14 de março de 190 a.C     |             |             |             | Total |         | Kiev                                            | eclipse total em Kiev, Ucrânia.                                                                                                 |
| 17 de julho de 188 a.C     |             |             |             | Total |         | Kiev                                            | eclipse total em Kiev, Ucrânia.                                                                                                 |
| 19 de outubro de 183 a.C   |             |             |             | Total |         | Kiev                                            | eclipse total em Kiev, Ucrânia.                                                                                                 |
| 19 de julho de 418         |             |             |             | Total |         | Portugal                                        | eclipse total em Portugal relatado por Idácio de Chaves                                                                         |
| 23 de dezembro de 447      |             |             |             | Total |         |                                                 | eclipse total em Portugal relatado por Idácio de Chaves                                                                         |

## Mais longos eclipses totais
| Data do eclipse         | Duração | Notas                      |
| ----------------------- | ------- | -------------------------- |
| 7 de abril de 3736 a.C  | 07m12s  | entre 3999 a.C e 3000 a.C  |
| 17 de maio de 2231 a.C  | 07m21s  | entre 2999 a.C e 2000 a.C  |
| 03 de julho de 1443 a.C | 07m05s  | entre 1999 a.C e 1000 a.C  |
| 15 de junho de 744 a.C  | 07m28s  | entre 999 a.C e 0 d.C      |
| 27 de junho de 363      | 07m24s  | entre 1 d.C e 1000 d.C     |
| 9 de junho de 1062      | 07m20s  | entre 1001 d.C to 2000 d.C |
| 16 de julho de 2186     | 07m29s  | entre 3999 d.C e 6000 d.C  |